# Stadio municipale (Białystok)
Lo stadio municipale (in polacco Stadion Miejski) è uno stadio della città polacca di Białystok, di proprietà dello stato. Inaugurato nel 1971, ospita le partite casalinghe dello Jagiellonia e del Lowlanders Białystok.

## Storia
Lo stadio fu inaugurato nel 1971, con il nome di stadio delle Guardie o stadio Hetman Białystok. Inizialmente aveva 15 000 posti a sedere. Dopo due anni di lavori di ammodernamento delle gradinate, la capienza fu portata a 30 000 posti. Alla fine degli anni '80, quando lo Jagiellonia, per la prima volta nella storia, salì in massima serie, lo stadio accoglieva dalle 20 000 alle 30 000 persone a partita. Negli anni '90 lo stadio cadde in rovina, seguendo le vicende della squadra, che dal 1993 al 1999 precipitò dalla prima alla quarta serie. La situazione cambiò all'inizio del XXI secolo con il miglioramento delle condizioni sportive e finanziarie della Jagiellonia, che nel 2001 ritrovò la seconda serie. Nel 2005, con i soldi ricevuti dalle promozioni guadagnate dal club, lo stadio fu dotato di 6 000 nuovi sedili.
Nel 2006 lo stadio fu rilevato dalla città di Białystok e ribattezzato Stadion Miejski (stadio municipale). Ciò aprì le porte a un'ulteriore modernizzazione dello stadi, che partì con lo stanziamento di 5 milioni di złoty (1,3 milioni di dollari) per la sua espansione. Il primo investimento completato fu il sistema di riscaldamento del terreno di gioco, terminato nel marzo 2007. Il costo del nuovo campo fu di 3,9 milioni di złoty (1,05 milioni di dollari). Il campo riscaldato consentì di organizzare le partite indipendentemente dal tempo atmosferico. Nel luglio 2007 fu realizzato uno spogliatoio rinnovato insieme a una nuova e moderna sala conferenze.
Alla fine del 2006 fu annunciato il progetto di un nuovo stadio, redatto da APA Kuryłowicz & Associates, studio guidato da Stefan Kuryłowicz. Il progetto prevedeva la realizzazione di un nuovo impianto da costruire al posto di quello vecchio da 22 400 posti.
Nel 2008 iniziò la demolizione della tribuna principale. Al suo posto ci sarebbe stata la nuova tribuna VIP e un luogo per incontrare i giocatori. Subito dopo il resto delle tribune furono demolite. Il 25 maggio 2010 la città di Białystok assunse la società di costruzioni del consorzio franco-polacco Eiffage Mitex per costruire il nuovo stadio, con un costo di 168 milioni di złoty (60 milioni di dollari).
Si prevedeva che lo stadio sarebbe stato completato nel 2012. Tuttavia, a causa di un ritardo nei lavori, il comune rescisse il contratto con la società del consorzio franco-polacco Effiage Mitex. Per completare il lavoro fu quindi ingaggiata una società di costruzioni del consorzio ispano-polacco per una somma di 254 milioni di złoty (75 milioni di dollari). Nell'agosto 2013 lo stadio contava già 7 000 nuovi posti a sedere, sale riunioni e uno spazio per i media. Successivamente furono completati altri 15 000 posti a sedere, spazi ad uso commerciale e, accanto allo stadio, un nuovo campo di allenamento. Il 9 ottobre 2014 lo stadio fu ufficialmente completato con oltre 20 000 posti a sedere. Lo stadio è di proprietà completa del comune di Białystok.

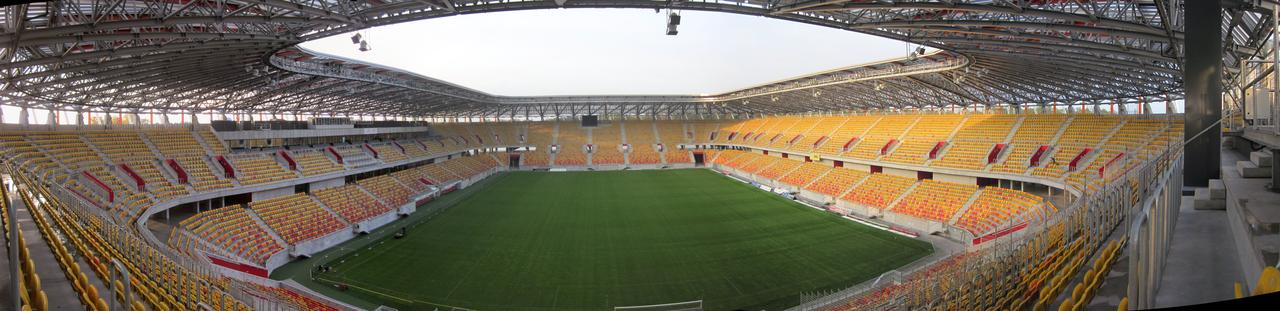
Veduta panoramica dell'interno dello stadio